# تلمبه روشن دخت
تلمبه روشن دخت یک منطقهٔ مسکونی در ایران است که در دهستان گلستان (سیرجان) واقع شده‌است.